# ماهیچه اضافه
ماهیچهٔ اضافه (انگلیسی: Accessory muscle) یک پدیده کالبدی نسبتاً نادر است که در آن ماهیچه‌ها ممکن است در هر نقطه از دستگاه ماهیچه‌ای بدن تکرار شوند.
برای این موارد به درمان نیاز نیست مگر اینکه ماهیچهٔ اضافه با عملکرد طبیعی اندام تداخل داشته باشد.
برای نمونه می‌توان به ماهیچه جناغی (استرنالیس)، ماهیچه نعلی اضافه (سولئوس اضافه)، ماهیچه دستی کوتاه بازکننده انگشتان و ماهیچه روقرقره‌ای آرنج (اپیتروکلئوآنکونئوس) اشاره کرد.
عبارت ماهیچهٔ اضافه همچنین می‌تواند به عضله‌ای اشاره کند که در اصل مسئول حرکت نیست اما کمک می‌کند. در این حالت به آن بیشتر ماهیچه کمکی گفته می‌شود. نمونه‌هایی از این ماهیچه‌های کمکی تنفسی عبارتند از: ماهیچه جناغی‌پستانکی (استرنوکلیدوماستوئید) و ماهیچه‌های نردبانی (اسکالن) (پیشین، میانی و پسین).